# Amorphophallus hohenackeri
Amorphophallus hohenackeri är en kallaväxtart som först beskrevs av Heinrich Wilhelm Schott, och fick sitt nu gällande namn av Adolf Engler och Karl Gehrmann. Amorphophallus hohenackeri ingår i släktet Amorphophallus och familjen kallaväxter. Inga underarter finns listade.